# Yuwa
Yuwa (kinesiska: 玉瓦乡, 玉瓦) är en socken i Kina. Den ligger i provinsen Sichuan, i den sydvästra delen av landet, omkring 320 kilometer norr om provinshuvudstaden Chengdu. Antalet invånare är 2 049. Befolkningen består av 889 kvinnor och 1 160 män. Barn under 15 år utgör 17,0 %, vuxna 15-64 år 73 %, och äldre över 65 år 9,0 %.
Genomsnittlig årsnederbörd är 886 millimeter. Den regnigaste månaden är juli, med i genomsnitt 197 mm nederbörd, och den torraste är december, med 5 mm nederbörd.